# The Downward Spiral
The Downward Spiral är det andra studioalbumet av den amerikanska rockgruppen Nine Inch Nails utgivet den 8 mars 1994 på Interscope Records. Det är ett konceptalbum som berättar om en man från början av sin "nedåtgående spiral" ända fram till ett självmordsförsök. The Downward Spiral innehåller element av industrirock, techno och heavy metal, i kontrast gentemot Nine Inch Nails syntpopinfluerade Pretty Hate Machine.
Den sista låten i albumet, "Hurt", var skivans stora hit och bland andra gjorde Johnny Cash en cover på den strax innan sin bortgång 2003.

## Låtlista
Alla låtar är skrivna av Trent Reznor. 
1. "Mr. Self Destruct" - 4:30
2. "Piggy (Nothing Can Stop Me Now)" - 4:24
3. "Heresy" - 3:54
4. "March of the Pigs" - 2:58
5. "Closer" - 6:13
6. "Ruiner" - 4:58
7. "The Becoming" - 5:31
8. "I Do Not Want This" - 5:41
9. "Big Man With a Gun" - 1:36
10. "A Warm Place" - 3:22
11. "Eraser" - 4:53
12. "Reptile" - 6:52
13. "The Downward Spiral" - 3:56
14. "Hurt" - 6:15

## Medverkande
- Trent Reznor – sång, alla instrument, trummor (på "Piggy"), arrangör, producent
- Flood – producent, hi-hat (på "Closer"), ARP 2600-synthesizer (på "The Becoming")
- Chris Vrenna – trummor (på "Hurt"), programmering, sampling, ytterligare trummor  (på "Burn")
- Adrian Belew – texturskapande gitarr (på "Mr. Self Destruct"), ringmodulerande gitarr (på "The Becoming")
- Danny Lohner – ytterligare gitarr (på "Big Man with a Gun")
- Andy Kubiszewski – trummor (på "The Downward Spiral")
- Stephen Perkins – trumloopar (på "I Do Not Want This")
- Charlie Clouser – programmering, "continuity"
- John Aguto – tekniker
- Brian Pollack – tekniker
- Sean Beavan – ljudmix
- Bill Kennedy – ljudmix
- Alan Moulder – ljudmix
- Tom Baker – mastering
- Bob Ludwig – högupplöst mastering (nyutgåva)
- James Brown – 5.1 mix (nyutgåva)
- Neal Ferrazzani – assistans (nyutgåva)
- Russell Mills – målningar
- David Buckland – fotografi
- Gary Talpas – förpackning
- Rob Sheridan – förpackning, ytterligare fotografi (nyutgåva)

Medverkande är hämtade albumhäftet till The Downward Spiral.